# Хайка
Хайка — озеро на территории Костомукшского городского округа Республики Карелии.

## Общие сведения
Площадь озера — 1,6 км², площадь водосборного бассейна — 238 км². Располагается на высоте 196,0 метров над уровнем моря.
Форма озера продолговатая: оно вытянуто с северо-востока на юго-запад. Берега каменисто-песчаные, местами заболоченные.
Через озеро протекает река Пирта, втекающая в реку Вуокинйоки, которая впадает в реку Судно. Последняя впадает в озеро Верхнее Куйто.
В озере расположено не менее семи небольших безымянных островов.
Озеро расположено в полутора километрах от Российско-финляндской границы.
Код объекта в государственном водном реестре — 02020000811102000004159.